# Manège Mikhaïlovsky
Le Manège Mikhaïlovsky ou Manège Michel (en russe : Михайловский манеж ; Mikhaïlovsky manej) est le bâtiment néoclassique d'une académie d'équitation du début du XIXe siècle dans le centre historique de Saint-Pétersbourg, en Russie. Il a été converti en arène sportive couverte en 1949 et a été rebaptisé Zimni Stadion (en russe : Зимний стадион) : Stade d'hiver.
Semblable au château voisin de Mikhaïlovsky, le nom « Mikhaïlovsky » vient de l'archange Michel, un patron céleste de la maison Romanov, la dynastie régnante de l'empire russe entre 1613 et 1917. « Manège » est le mot français pour « académie d'équitation », puisque l'endroit était utilisé comme un centre de dressage pour les chevaux de la cavalerie impériale. La place sur laquelle se trouve le monument s'appelle la place Manejnaïa (en russe : Манежная площадь).

## Histoire
L'histoire de la place Manejnaïa et du manège Mikhaïlovski remonte aux années 1730, lorsqu'un chah persan, Nader, qui signa un traité avec l'empire russe à Gandja en mars 1735,, envoya un éléphant en cadeau à l'impératrice russe Anne de Russie, la nièce de Pierre le Grand. Pour garder ce cadeau en vie, une « cour d'éléphants » - en fait, le premier zoo - a été construite sur ce qui est aujourd'hui la place Manejnaïa. Très bientôt, une « cour des bêtes » (en russe : зверовой двор) pour d'autres animaux a été installée à proximité, ainsi qu'une serre pour faire pousser des plantes pour les nourrir.
Cependant, l'éléphant ne pouvait pas supporter la solitude et le dur climat nordique de Pétersbourg. Ainsi en 1741, le shah de Perse envoya une caravane de 14 éléphants. Une maison pour eux a été construite à l'emplacement actuel du Manège. Depuis cette « écurie », les éléphants étaient régulièrement emmenés se promener sur l'actuelle place Manejnaïa. En 1742, la nouvelle impératrice, Elisabeth de Russie, commença la construction d'un nouveau palais d'été pour elle-même à proximité. Le zoo a été déplacé, et à la place des écuries un jardin labyrinthe a été construit avec des ruelles imbriquées et des arbustes taillés. Le Palais d'été en bois a résisté pendant un demi-siècle jusqu'au règne de Paul Ier de Russie, date à laquelle il a été démantelé, libérant de l'espace pour les écuries et le manège.

## Architecture
Le Manège Mikhaïlovsky est une structure élégante et sobre revêtue de stuc jaune crème et blanc. Il a été construit de 1798 à 1800 par Vincenzo Brenna, un architecte et peintre italien qui fut l'architecte de la cour de Paul Ier. Brenna est considéré comme un précurseur du néo-classicisme romantique, alors que certains éléments du baroque tardif sont combinés avec le romantisme et le classicisme.
Un quart de siècle plus tard, les goûts ont changé et, en 1823 – 1824, l'architecte Carlo Rossi a rénové les façades dans un style classique sur son projet commun avec deux sculpteurs russes, Vasily Demuth-Malinovsky et Stepan Pimenov. La façade du bâtiment, qui fait face à la place avec ses cinq portes, et l'attique, ont été décorés de bas-reliefs d'armures militaires et de bas-reliefs de boucliers avec des épées et des branches de chêne. Cette conception reflète l'utilisation du Manège par le ministère de la Guerre comme lieu de dressage pour les chevaux de la cavalerie impériale. Pour la même raison, le bâtiment était parfois appelé par un nom russe d'origine allemande, « экзерциргауз » (en allemand : Exerzierhaus, littéralement « maison d'exercices »).

## Zone d'exposition

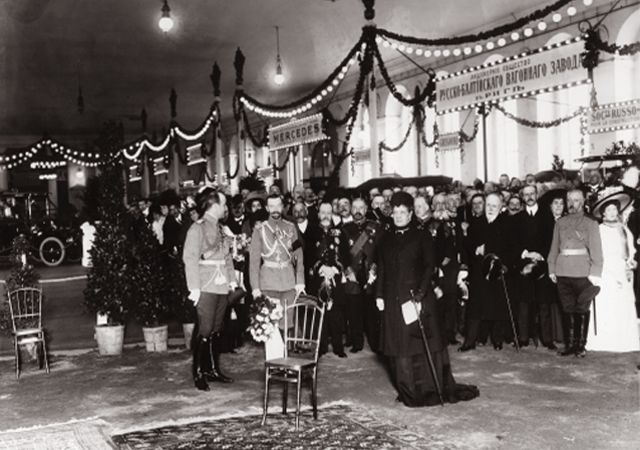
La IIIe exposition panrusse (internationale). Au centre : le Grand-Duc Boris Vladimirovitch.

Dans les années d'expansion économique qui suivent la réforme d'Émancipation de 1861, le Manège Mikhaïlovsky devient l'un des hauts lieux d'expositions agricoles et industrielles de la ville. L'Imperial Gardeners' Society était l'un des locataires les plus réguliers de cette salle. En 1893, la première exposition panrusse de l'hygiène eut lieu ici ; en 1909, l'exposition internationale des dernières innovations, au cours de laquelle l'aéroclub panrusse formait le noyau du stand d'exposition national.
En 1902, la Société impériale russe de l'automobile est créée. En 1907, elle loua pour la première fois le Manège pour l'Exposition automobile panrusse internationale. La deuxième exposition eut lieu en 1908 à Moscou. En 1910, les exposants retournent à Pétersbourg, où la IIIe Exposition internationale de l'automobile est inaugurée, toujours au Manège Mikhaïlovsky. Le lendemain, le rallye international «  Petersbourg-Kiev » pour le prix de Nicolas II commence. Quarante-huit voitures sont parties du Manège Mikhaïlovsky pour la ligne de départ de ce rallye à Tsarskoïe Selo. La Russie était représentée avec la marque nationale Russo-Balt ; parmi les autres marques participantes figuraient Adler, Mercedes, Delaunay-Belleville, Mors (France), Benz & Cie., Itala, et bien d'autres.
Atomexpo s'y est tenu en juin 2013,.

## Événements politiques
Le Manifeste d'octobre publié le 30 octobre 1905, permettant la formation de partis politiques en Russie, amène la demande de facilités pour les rassemblements publics. Dans des conditions climatiques rudes (longs hivers, flanqués de part et d'autre de longs mois de mauvais temps, de gadoue et de boue), le besoin d'aménagements intérieurs était particulièrement urgent. Le Manège Mikhaïlovsky, situé à environ 200 mètres au nord de la Perspective Nevsky, a été sélectionné. Il pouvait accueillir 2000 personnes. 
L'Union du peuple russe (URP), un mouvement nationaliste proche de l'extrémisme formé avec un soutien manifeste et secret substantiel des autorités russes, a été parmi les premiers à utiliser ce bâtiment appartenant au gouvernement pour leur rassemblement politique.
En 1913, alors que le 300e anniversaire de la maison Romanov est célébré dans toute la Russie, le Manège Mikhaïlovsky est le site de différents lieux publics associés à cette occasion, qui comprend plusieurs expositions.

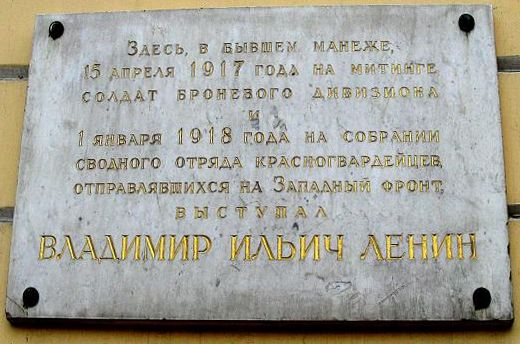
Plaque commémorative commémorant les deux discours prononcés par Vladimir Lénine au Manège Mikhaïlovsky.

La période la plus mouvementée de la vie politique de Pétersbourg (rebaptisée Petrograd entre 1914 et 1924) est survenue après l'abdication de Nicolas II en mars 1917. Rarement une journée entre la Révolution de Février et la Révolution d'Octobre s'est passée sans que des rassemblements et des réunions, à la fois spontanés et organisés, se soient déroulés dans toute la ville. Les forces politiques de gauche ont intensifié leurs activités à Petrograd en avril, lorsque Vladimir Lénine et les autres dirigeants de la section bolchévique du Parti ouvrier social-démocrate russe sont revenus d'émigration dans la Russie démocratique. Le 15 avril 1917 Lénine est venu au rassemblement au Manège Mikhaïlovsky et a prononcé un discours devant les soldats de la division des voitures blindées. La deuxième et dernière fois que Lénine prit la parole au Manège, c'était le 1er janvier 1918, lorsqu'il s'adressa au régiment de soldats sur le point de partir pour le front occidental. Une plaque de marbre blanc, montée sur le mur du Manège, commémore ces deux événements de l'histoire politique de la ville et du pays .
Ce discours de Lénine le premier jour de 1918 au Manège Mikhaïlovski marqua un tournant dans la politique du nouveau gouvernement soviétique en matière de guerre et de paix. Un invité spécial à ce rassemblement était Albert Rhys Williams des États-Unis. Dès que Lénine est descendu du toit d'une voiture blindée d'où il parlait, Nikolai Podvoisky, un ministre de la Défense soviétique et organisateur de l'événement, a donné la parole à un orateur américain .
Peu de temps après ce rassemblement, le premier attentat contre la vie de Lénine a eu lieu. Alors que sa voiture s'éloignait du Manège Mikhaïlovsky, un groupe de terroristes — parmi lesquels les meilleurs tireurs d'élite de l'armée russe  — qui se cachaient en embuscade dans la voie suivante a commencé à tirer, brisant le pare-brise. Lénine était assis sur la banquette arrière avec Fritz Platten. Lorsque la fusillade a commencé, « Platten a attrapé Lénine par la tête et l'a poussé vers le bas… La main de Platten était couverte de sang, ayant été écorchée par une balle alors qu'il protégeait Lénine » . Lénine n'a pas été blessé,.

## Littérature
- Shvidkovsky, D. S., Russian architecture and the West, Yale University Press, 2007 (ISBN 978-0-300-10912-2, lire en ligne)
- Alexander Rabinowitch, The Bolsheviks come to power: the Revolution of 1917 in Petrograd, Pluto Press, 2004, 432 p. (ISBN 0-7453-2269-7, lire en ligne)
- Données techniques sur les capacités d'exposition — un portail officiel du gouvernement de Saint-Pétersbourg